# Szlovákia turisztikai régiói
Szlovákia turisztikai régióinak elhatárolását a Szlovák Gazdasági Minisztérium Turisztikai Intézete „Regionalizácia cestovného ruchu v SR” című, 2004-ben kiadott, térképmelléklettel ellátott dokumentuma rögzíti. 2004 előtt a turisztikai körzetekről a Csehszlovák Szocialista Szövetségi Köztársaság által 1962-ben kiadott „Rajonizácia cestovného ruchu ČSSR”, majd az 1980-as „Rajonizácia cestovného ruchu SSR” című dokumentumai rendelkeztek. Szlovákiának jelenleg 21 turisztikai régiója van.

## Szlovákia turisztikai régiói (2004)
- Pozsonyi régió (Bratislavský región)
- Dunamenti régió (Podunajský región)
- Hegyentúli régió (Erdőháti) (Záhorský región)
- Alsó-Vágmenti régió (Dolnopovažský región)
- Közép-Vágmenti régió (Strednopovažský región)
- Nyitramenti régió (Nitriansky región)
- Felső-Nyitrai régió (Hornonitriansky región)
- Felső-Vágmenti régió (Severopovažský región)
- Turóci régió (Turčiansky región)
- Árvai régió (Oravský región)
- Liptói régió (Liptovský región)
- Ipolymenti régió (Ipeľský región)
- Gömöri régió (Gemerský región)
- Felső-Garammente régió (Horehronský región)
- Garammenti régió (Pohronský región)
- Tátrai régió (Tatranský región)
- Szepességi régió (Spišský región)
- Kassai régió (Košický región)
- Sárosi régió (Šarišský regió)
- Felső-Zempléni régió (Hornozemplínsky región)
- Alsó-Zempléni régió (Dolnozemplínsky región)

## A turisztikai körzetek beosztása (1980)
- Pozsonyi körzet (Bratislavská oblasť)
- Dunamenti körzet (Podunajská oblasť)
- Szenicei körzet (Senická oblasť)
- Pöstyén-Trencséni körzet (Piešťansko-trenčianska oblasť)
- Zsolnai körzet (Žilinská oblasť)
- Kiszucai körzet (Kysucká oblasť)
- Kisfátrai körzet (Malofatranská oblasť)
- Árvai körzet (Oravská oblasť)
- Turóci körzet (Turčianska oblasť)
- Felsőnyitrai körzet (Hornonitrianska oblasť)
- Selmec-Körmöci körzet (Štiavnicko-kremnická oblasť)
- Lévai körzet (Levická oblasť)
- Poljanai körzet (Poľanská oblasť)
- Alacsony-Tátrai körzet (Nízkotatranská oblasť)
- Magas-Tátrai körzet (Vysokotatranská oblasť)
- Szepesi körzet (Spišská oblasť)
- Szlovák Paradicsom (Oblasť Slovenského raja)
- Gömöri körzet (Gemerská oblasť)
- Dél-Szlovákiai körzet (Juhoslovenská oblasť)
- Szlovák Karszt (Oblasť Slovenského krasu)
- Kassai körzet (Košická oblasť)
- Eperjesi körzet (Prešovská oblasť)
- Vihorláti körzet (Vihorlatská oblasť)
- Laborci körzet (Laborecká oblasť)

## Külső hivatkozások
- Turisztikai régiók Szlovákiában. Szlovák Idegenforgalmi Hivatal. (Hozzáférés: 2016. január 21.)
- Správa o regionalizácii cestovného ruchu v SR (szlovák nyelven). Szlovák Gazdasági Minisztérium, 2004. [2004. augusztus 28-i dátummal az eredetiből archiválva]. (Hozzáférés: 2016. január 21.) Szlovákia turisztikai régiói a Szlovák Gazdasági Minisztérium honlapján